# Petruslied
Das Petruslied ist das älteste bekannte deutsche und althochdeutsche geistliche Lied aus Ende des 9. bis Anfang des 10. Jahrhunderts. Es ist ein Bittgesang für Notzeiten, Wallfahrten und Prozessionen in altbairischer Sprache. Das Lied ist anonym und einzig in einer Handschrift aus Freising (BSB München, Clm 6260, fol. 158v) überliefert. Es wurde auf der letzten Seite der Handschrift, die um 870 erstellt wurde und eine Abschrift des Genesiskommentars von Hrabanus Maurus enthält, als Nachtrag eingetragen.

## Text und Rezeption

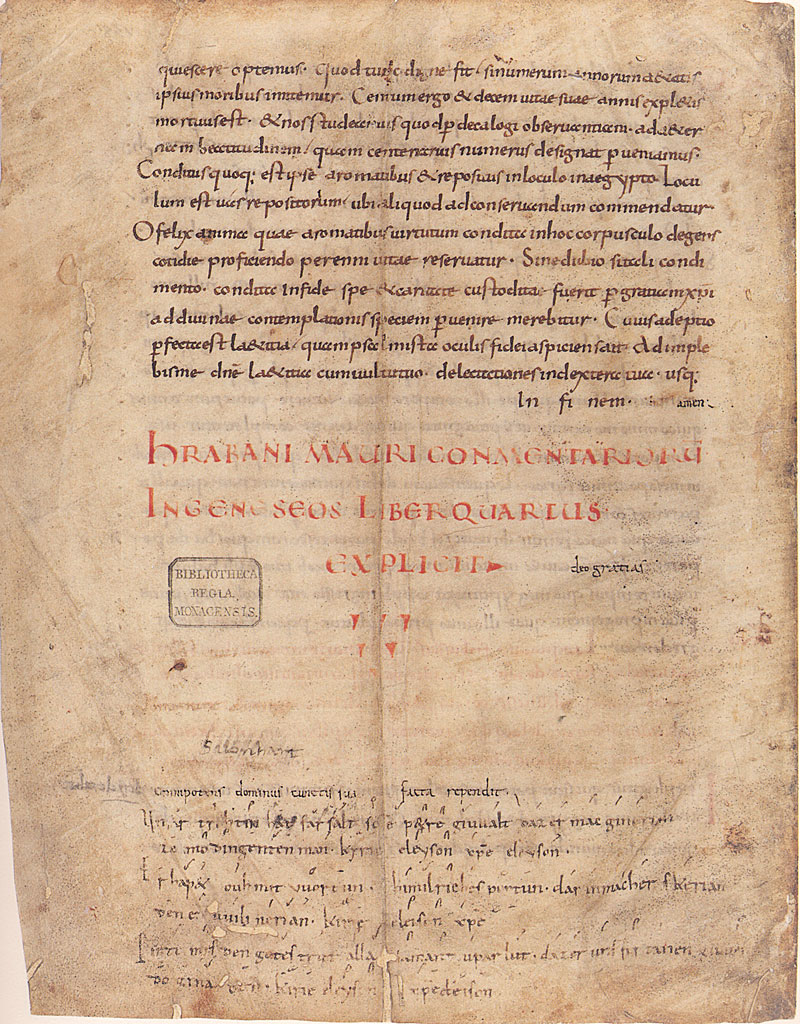
Schlussseite der Hss. Clm 6260, 158^{v} mit dem Petruslied am unteren Ende

Das Lied umfasst drei Strophen, die sich aus zwei binnengereimten Langzeilen zusammensetzen. Die Strophen sind abgesetzt und die Verse durch Punkte getrennt, zudem sind die Strophen mit dem Notationssystem der Neumen versehen. Den Strophen folgt als ein Refrain das
„Kyrie eleison“.
Das Petruslied steht der lateinischen Petrushymnik nahe. Es zeigt deutliche Übereinstimmungen mit dem Prozessionsgesang „Aurea luce et decore roseo“. Dieser Gattung des Wallfahrtslieds ist das Petruslied zuzurechnen, des Weiteren ist es durch die Phrase des „Kyrie eleison“ den Leisen zuzuordnen.
Grundlage für das Petruslied ist eine Szene aus dem Matthäusevangelium (Mt 16,18 ), in der Jesus Christus dem Apostel Petrus die „Schlüssel des Himmelreichs“ übergibt, sodass Petrus nach der mittelalterlichen Theologie die Himmelstür öffnen oder schließen kann. Daher findet das Petruslied in der dritten Strophe seinen Höhepunkt und Abschluss in einer Bitte an Petrus: Er möge den in Sünde befindlichen Gläubigen – „uns“ – die göttliche Gnade vermitteln. Die Bitte „daz er uns firtanen giuuerdo ginaden“ findet sich auch in Otfrid von Weißenburgs Evangelienharmonie (Liber evangeliorum 1, 7, 28) in der Form „thaz er uns firdanen giwerdo ginadon“. Ob der anonyme Schreiber oder Otfrid den jeweils anderen zitiert, ist ungeklärt; auch eine mögliche gemeinsame Vorlage ist unbelegt.
| Unsar trohtin hat farsalt sancte petre giuualt, daz er mac ginerian ze imo dingenten man. kyrie, eleyson! christe, eleyson! Er hapet ouh mit uuortoun himilriches portun, dar in mach er skerian, den er uuili nerian. kyrie, eleyson! christe, eleyson! Pittemes den gotes trut alla samant upar lut, daz er uns firtanen giuuerdo ginaden! kyrie, eleyson! christe, eleyson! | Unser Herr hat übertragen St. Peter die Gewalt, dass er retten kann den zu ihm hoffenden Mann. Kyrie eleyson, Christe eleyson! Er hat auch mit Worten des Himmelreichs Pforte, dass er hinein lassen kann, den er will retten. Kyrie eleyson, Christe eleyson! Bitten wir den Vertrauten Gottes alle zusammen überlaut, dass er uns Verlorenen (Vertanen) gewähre Gnade! Kyrie eleyson, Christe eleyson! |